# Коен (Квинсленд)
Коен (англ. Coen) — населённый пункт в районе Кук, Квинсленд, Австралия. Находится в северо-восточной части полуострова Кейп-Йорк. В 2016 году население Коена составило 364 человека.

## География
Коен расположен в северо-восточной части полуострова Кейп-Йорк. Расстояние до Куктауна (центра района) составляет 380 км. Находится на реке Коен.

## Климат
Средняя температура составляет 22 °C. Самый теплый месяц — ноябрь при средней температуре 28 °C, самый холодный — июль при средней температуре 20 °C. Среднее количество осадков составляет 1281 миллиметр в год. Самый влажный месяц — март (384 мм осадков), а самый сухой — август (1 мм осадков).

## История
В 1623 году нидерландский мореплаватель Ян Карстенс назвал реку на полуострове Кейп-Йорк в честь Яна Питерсзоона Коена, губернатора голландской Ост-Индии. Сегодня эта река носит название Арчер, а Коеном называется один из её притоков.
В 1876 году в этом районе было обнаружено золото. Поселение возникло в мае 1877 года. Почтовое отделение Коена открылось 20 июня 1893 года.

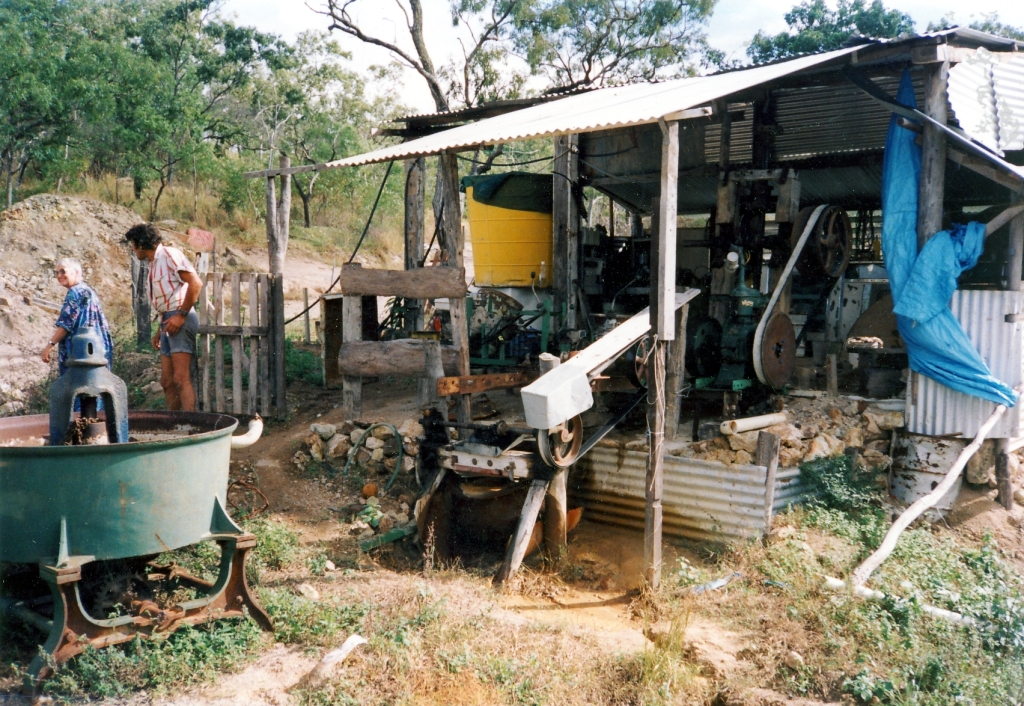
Небольшой золотой рудник возле Коэна. 1990 г.

## Демография
| 2006 | 2011 | 2016 |
| ---- | ---- | ---- |
| 253  | 416  | 364  |

По данным переписи 2016 года, население Коена составляло 364 человека. Из них 48,9 % были мужчины, а 51,1 % — женщины. Средний возраст населения составил 24 года. 95,1 % жителей Коена родились в Австралии. Другими ответами по стране рождения были Новая Зеландия (1.1 %) и Германия (1.1 %).